# 第一法規
第一法規株式会社（だいいちほうき、英語:DAI‐ICHI HOKI CO.,LTD.）は、東京都港区に本社を置く出版社。
1903年（明治36年）創業、1943年（昭和18年）「第一法規出版」設立。2003年（平成15年）「第一法規」に社名変更。創業者は元衆議院議員の田中弥助。
官公庁関連の出版物が多く、法務、行政、福祉などの出版物の他、教育、環境問題などの書籍も刊行する。刊行物で最も知られているのは、加除式の法規書「現行法規総覧」。